# Alltheniko
Alltheniko es un grupo musical italiana de Heavy Metal, que se formó en 2002 en la ciudad Vercelli.
El nombre de la banda proviene de un juego de palabras que involucra a la comuna de Oldenico. Los tres fundadores juegan continuamente juntos hoy.

## Historia
Alltheniko lanzó tres maquetas entre 2002 y 2004 y en 2006 firmó un contrato con Discográfica My Graveyard Productions (Italia). La compañía lanzó los primeros tres álbumes. El álbum debut también fue lanzado en Asia (Trinity Records, Hong Kong).
En 2012 el grupo firmó un nuevo contrato con Pure Steel Records (Alemania). La compañía tiene un contrato con Soulfood desde 2014, los álbumes cinco y seis ya están disponibles en todo el mundo. Especialmente con su álbum Italian History VI han recibido críticas en toda Europa. Las revistas impresas incluyen, entre otros, Rock Hard de Alemania, Scream de Noruega, Powerplay Magazine de Inglaterra, y World Of Metal Magazine de Portugal. Se publicaron reseñas en línea, entre otros países, en Alemania (Metal 1), Francia (Soil Chronicles), Grecia (Metal Zone) y Suiza (Metal Factory).
Poco después del lanzamiento de su álbum debut, el grupo comenzó a tocar en festivales de Europa. Estos incluyen por ejemplo Metalcamp (Eslovenia, 2007), Play It Loud (Italia, 2008), Vaques Fest (España, 2012), Power of the Night (Chipre, 2015) y Hard'n Heavy Summernight (Alemania, 2018).

## Miembros
- Dave Nightfight - Voz, Bajo (2002 -)
- Joe Boneshaker - Guitarras (2002 -)
- Luke the Idol - Batería (2002 -)

## Discografía

### Álbumes
- 2006: We Will Fight! (My Graveyard Productions, Trinity Records)
- 2008: Devasterpiece (My Graveyard Productions)
- 2011: Millennium Re-Burn (My Graveyard Productions)
- 2012: Back in 2066 (Pure Steel Records)
- 2014: Fast And Glorious (Pure Steel Records)
- 2017: Italian History VI (Pure Steel Records)

### Demo
- 2002: Animal Thing
- 2003: Sound Of Rust
- 2004: Extermination
- 2010: Make A Party In Hell

### Apariciones en recopilatorios
- 2007: Sound of Rust - Masterpiece vol. 1 (Masterpiece Distribution)
- 2008: Thunder And Steel - Kill Em All (MDD Records)
- 2009: Feel The Power - Heavy Metal Killers (Earache Records)
- 2012: The Curse - All Fear The Axeman (My Graveyard Productions)